# Amministratore diocesano
L'amministratore diocesano, un tempo chiamato vicario capitolare, è un prelato preposto al governo temporaneo di una circoscrizione ecclesiastica cattolica divenuta vacante.
L'amministratore diocesano è eletto dal collegio dei consultori qualora, divenuta la diocesi vacante per rinuncia, decesso o trasferimento del vescovo, la Santa Sede non abbia provveduto alla nomina di un amministratore apostolico.
Il can. 425 § 2 prevede che l'incarico sia ricoperto da un sacerdote, ossia un presbitero o un vescovo; il collegio dei consultori e il consiglio presbiterale, infatti, sono composti da sacerdoti e possono includere quindi anche vescovi emeriti e ausiliari. L'amministratore diocesano può essere, ad esempio, un vescovo ausiliare o emerito.
Il collegio dei consultori, inoltre, può eleggere l'amministratore diocesano non necessariamente al proprio interno.